# Stephanopis angulata
Stephanopis angulata là một loài nhện trong họ Thomisidae.
Loài này thuộc chi Stephanopis. Stephanopis angulata được William Joseph Rainbow miêu tả năm 1899.